# Hugo Pirovich

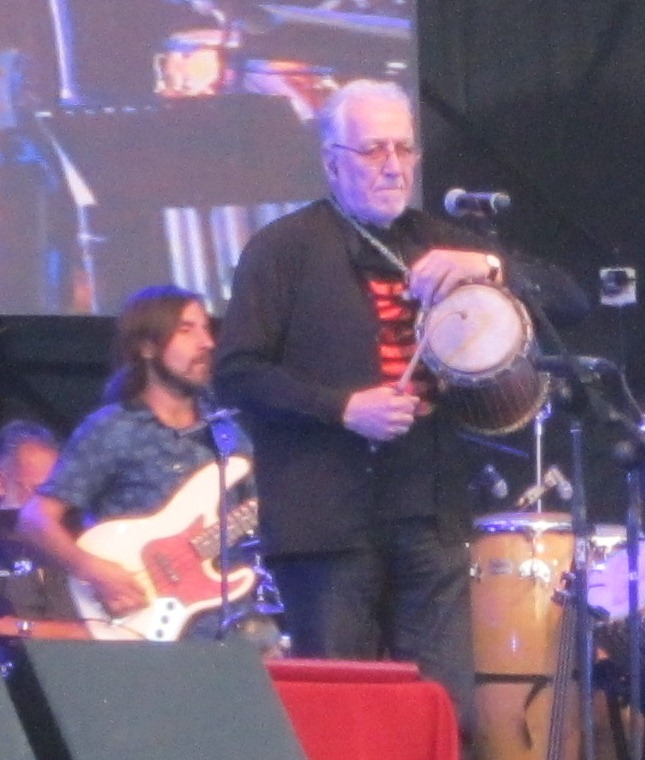
Hugo Pirovich junto a Congreso en el Rockodromo 2017

Hugo Pirovich Battiza (Valparaíso, Chile) es un músico chileno miembro del grupo Congreso por más de 44 años, donde toca flauta traversa, flauta dulce, percusión y coros. 
Miembro del Directorio Nacional del Consejo de la Cultura y las Artes, del directorio de la Corporación Cultural de Viña del Mar, del grupo Congreso, fundador y director del grupo Mundos Reunidos y director del conjunto Barroco de la Universidad de Valparaíso, Hugo Pirovich Battiza tiene un vasto currículum musical que se inicia con estudios de Pedagogía en Educación Musical en la Pontificia Universidad Católica de Chile. Se ha perfeccionado en la interpretación de la música barroca especializado en interpretación de la flauta dulce, la flauta traversa y la viola de gamba.
Entre sus maestros, se cuenta a destacados profesores chilenos Adolfo Flores, Juana Subercaseaux, Sylvia Soublette y Víctor Rondón y extranjeros, como E. Hunt (Londres), J. Gammie (Londres), Ingrid Séifer (Londres) y Rene Jacobs (Bélgica).
Ha musicalizado obras de poetas de relevancia internacional, destacando sus composiciones "Gabriela canta en colores" y "Canto a Neruda", dedicados a los Premios Nobel de Literatura chilena.